# 드니프로페트로우스크 매니악
드니프로페트로우스크 매니악(우크라이나어: Дніпропетровські маніяки 드니프로페트로우스키 마니야키[*], 러시아어: Днепропетровские маньяки 드네프로페트롭스키예 마니야키[*])은 우크라이나 드니프로페트로우스크(현재의 드니프로) 출신의 연쇄 살인자였던 19세 소년인 빅토르 사옌코(우크라이나어: Віктор Саєнко, 러시아어: Виктор Саенко)와 이호르 수프루뉴크(우크라이나어: Ігор Супрунюк, 러시아어: Игорь Супрунюк 이고리 수프루뉴크[*])를 말한다.
두 사람은 2007년에 21명을 연쇄 살인하였으며 몇 장면은 녹화를 하여 동영상 공유 사이트에 공개하였다. 사람 뿐만 아니라 동물도 살생하였다. 올렉산드르 한자(우크라이나어: Олександр Ганжа, 러시아어: Александр Ганжа 알렉산드르 간자[*])는 살인을 하기 전에 위 두 사람과 같이 강도 행위를 하였다. 사옌코와 수프루뉴크는 종신형을 선고받았으며 한자는 9년형을 받았다.